# Tirez sur le pianiste
Tirez sur le pianiste (titulada Disparen sobre el pianista en Hispanoamérica y Tirad sobre el pianista en España) es una película de drama criminal de la nueva ola francesa de 1960 dirigida por François Truffaut y protagonizada por Charles Aznavour como el pianista con Marie Dubois, Nicole Berger y Michèle Mercier como las tres mujeres de su vida. Está basada en la novela Down There de David Goodis.

## Sinopsis
En París, Édouard Saroyan toca fondo después de que su esposa Thérèse confiesa que su carrera como concertista de piano se debe a que ella se acostó con un agente de alto nivel y, cuando no responde, se suicida. Bajo el nombre falso de Charlie Koller, ahora toca las teclas en el bar de Plyne y, cuando no tiene clientela, pasa el resto de la noche con Clarisse, una prostituta que también cocina para su hermano pequeño Fido.
La camarera del bar, Léna, se enamora de Charlie, y conoce en secreto su verdadera identidad. Cuando sus dos hermanos mayores roban un botín de un par de mafiosos, los hombres secuestran a Charlie y Léna, quienes escapan gracias a la rapidez mental de Léna. Léna lo lleva a su habitación, donde hacen el amor. Luego, los mafiosos secuestran a Fido, quien revela el escondite en la montaña de sus hermanos.
Léna se da cuenta de que los mafiosos rastrearon a Charlie y Fido a través de Plyne, quien quiere acostarse con ella y está celoso de la suerte de Charlie. En una confrontación en el bar, Charlie mata accidentalmente a Plyne, y luego Léna lo saca de París llevándolo al escondite en la montaña. Al final, en un tiroteo cuando los mafiosos llegan con Fido, Léna muere.

### Diferencias con la novela
La película comparte la sombría trama de la novela sobre un hombre que se esconde de su vida destrozada haciendo lo único que sabe hacer, sin poder escapar del pasado. Sin embargo, la obra de Truffaut se resuelve tanto en un tributo al género literario y cinematográfico noir estadounidense como en una meditación sobre la relación entre el arte y el comercialismo.
Truffaut cambia significativamente la personalidad de Charlie. Originalmente, el Edward Webster Lynn de Goodis (a quien Truffaut adapta como Charlie) es «representado como un tipo relativamente fuerte y seguro de sí mismo que ha elegido su soledad [mientras que] el Charlie Kohler de Truffaut ha encontrado su inevitable aislamiento; siempre fue tímido, retraído, solitario.»

## Reparto
- Charles Aznavour como Charlie Koller / Edouard Saroyan;
- Marie Dubois como Léna;
- Nicole Berger como Thérèse Saroyan;
- Michèle Mercier como Clarisse;
- Serge Davri como Plyne;
- Claude Mansard como Momo;
- Richard Kanayan como Fido Saroyan;
- Albert Rémy como Chico Saroyan;
- Jean-Jacques Aslanian como Richard Saroyan;
- Daniel Boulanger como Ernest;
- Claude Heymann como Lars Schmeel;
- Alex Joffé como un transeúnte;
- Boby Lapointe como el cantante;
- Catherine Lutz como Mammy.
- Laure Paillette como la madre (sin acreditar);
- Alice Sapritch como el conserje (sin acreditar).

## Producción

### Antecedentes y escritura
Truffaut leyó por primera vez la novela de David Goodis a mediados de la década de 1950 mientras filmaba Les Mistons cuando su esposa Madeleine Morgenstern la leyó y se la recomendó. Inmediatamente le encantó el diálogo y el tono poético del libro y se lo mostró al productor Pierre Braunberger, quien compró los derechos. Truffaut luego conoció a Goodis en la ciudad de Nueva York, donde el novelista le dio a Truffaut un visor antiguo de su breve experiencia como director de la segunda unidad en una película estadounidense.
Truffaut dijo que hizo la película como reacción al éxito de Los 400 golpes, a la que consideró muy francesa. Quería mostrar su influencia de las películas estadounidenses. Más tarde le dijo a un reportero que quería sorprender a la audiencia que había amado Los 400 golpes haciendo una película que «complacería a los verdaderos locos de la película y solo a ellos». Anteriormente tenía varias ideas para películas sobre niños, pero tenía miedo de repetirse en su segunda película. Le dijo a un reportero: «Me negué a ser prisionero de mi primer éxito. Descarté la tentación de renovar ese éxito eligiendo un 'gran tema'. Le di la espalda a lo que todos esperaban y tomé mi placer como mi único regla de conducta.»
Truffaut comenzó a escribir el guion con Marcel Moussy, con quien había coescrito Los 400 golpes. Moussy dijo que no entendía el libro e intentó establecer raíces sociales claras para los personajes. Truffaut no estuvo de acuerdo, queriendo mantener la película suelta y abstracta; Moussy se fue después de unas semanas y Truffaut escribió el guion él mismo. Un problema que tuvo Truffaut fue que consideró que la novela de Goodis era demasiado casta y decidió hacer que los personajes fueran menos heroicos. El personaje principal del libro, Charlie, también es mucho más fuerte en el libro y Truffaut lo llamó un tipo de Sterling Hayden. Truffaut decidió ir en la dirección opuesta y hacer que el protagonista fuera más débil y los personajes femeninos fuertes. Truffaut también fue influenciado por el escritor francés Jacques Audiberti mientras escribía la película, como en su tratamiento del personaje Plyne. Truffaut también usó algunas escenas de otras novelas de Goodis, como la primera escena en la que Chico choca contra una farola y tiene una conversación con un extraño.

### Casting
Truffaut había querido trabajar con Charles Aznavour desde que lo vio actuar en La cabeza contra la pared de Georges Franju y escribió el papel pensando en Aznavour. El actor infantil Richard Kanayan había aparecido en Los 400 golpes y siempre hacía reír al equipo, por lo que Truffaut lo eligió como el hermano menor de Charlie. Nicole Berger era una vieja amiga de Truffaut y también hijastra de Pierre Braunberger. Michèle Mercier era una bailarina que había aparecido en algunas películas antes de este papel. Albert Remy había actuado en Los 400 golpes y Truffaut quería mostrar el lado cómico del actor tras su actuación en la película anterior. Truffaut también eligió al actor y novelista Daniel Boulanger y al actor de teatro Claude Mansard como los dos gánsteres de la película. Serge Davri era un artista de music hall que durante años había recitado poemas mientras rompía platos sobre su cabeza. Truffaut lo consideró loco, pero divertido, y lo eligió como Plyne. Truffaut completó el reparto con Catherine Lutz en el papel de Mammy. Lutz nunca había actuado antes y trabajaba en un cine local.
Truffaut se fijó por primera vez en Marie Dubois cuando se encontró con su foto de su cara durante la preproducción e intentó concertar varias reuniones con la actriz, pero Dubois nunca apareció. Truffaut finalmente vio a Dubois actuar en un programa de televisión e inmediatamente quiso elegirla poco antes de que comenzara la filmación. El verdadero nombre de Dubois era «Claudine Huzé» y Truffaut lo cambió a Marie Dubois porque le recordaba al personaje titular de la novela Marie Dubois de su amigo Jacques Audiberti. Audiberti luego aprobó el nuevo nombre artístico de la actriz. Truffaut le dijo más tarde a un reportero que Dubois «no era ni una 'dama' ni una 'gatita sexual'; no es ni 'animada' ni 'descarada'. Pero es una jovencita perfectamente digna de la que es concebible que puedas enamorarte y ser amado a cambio.»

### Rodaje
El rodaje tuvo lugar desde el 30 de noviembre de 1959 hasta el 22 de enero de 1960 con algunas regrabaciones durante dos semanas en marzo. Las ubicaciones incluyeron un café llamado A la Bonne Franquette en la rue Mussard en Levallois, Le Sappey-en-Chartreuse, alrededor de Grenoble, y en todo París. El presupuesto de la película fue de 890 062,95 francos. Mientras que Los 400 golpes había sido un rodaje tenso para Truffaut, su segunda película fue una experiencia feliz para el elenco y el equipo después del primer éxito de Truffaut. Truffaut había querido hacerla como una película de estudio de gran presupuesto, pero no pudo obtener los fondos suficientes y la película se hizo en las calles. Truffaut llenó la película de homenajes a directores estadounidenses como Nicholas Ray y Sam Fuller. Durante el rodaje, Truffaut se dio cuenta de que no le gustaban los mafiosos y trató de hacer que su personaje fuera cada vez más cómico. A Pierre Braunberger inicialmente no le gustaban las canciones de Boby Lapointe porque no podía entender lo que decía. Esto inspiró a Truffaut a agregar subtítulos del estilo bouncing ball.

### Estilo de filmación
El guion de la película cambió constantemente durante el rodaje. Truffaut dijo que «En Tirez sur le pianiste quería romper con la narrativa lineal y hacer una película donde todas las escenas me agradaran. Filmé sin ningún criterio.»
El melodrama estilizado y autorreflexivo de Truffaut emplea las características distintivas del cine de la nouvelle vague francesa: voces en off extendidas, tomas fuera de secuencia y cortes de salto repentinos. La cinematografía de Raoul Coutard a menudo era granulosa y cinética, lo que refleja el estado emocional de los personajes, como la escena en la que Charlie duda antes de tocar el timbre.
Entre las referencias cinematográficas de Tirez sur le pianiste hay guiños a las películas de serie B de Hollywood de la década de 1940, la técnica del iris de las películas mudas, el nombre de Charlie en honor a Charlie Chaplin y el hecho de tener tres hermanos (incluido uno llamado Chico) como referencia a los hermanos Marx. Además, la estructura de la película y los flashbacks se asemejan a la estructura de Citizen Kane. Truffaut declaró más tarde: «A pesar de la idea burlesca de ciertas escenas, nunca es una parodia (porque detesto la parodia, excepto cuando comienza a rivalizar con la belleza de lo que parodia). Para mí es algo muy preciso que llamaría un pastiche respetuoso de las películas de serie B de Hollywood de las que tanto aprendí.» Esta fue también la primera película de Truffaut en incluir un asesinato, que se convertiría en un punto de trama en muchas de sus películas y fue influenciado por la admiración de Truffaut por Alfred Hitchcock.
Truffaut afirmó que el tema de la película es «el amor y las relaciones entre hombres y mujeres» y luego que «la idea detrás de Tirez sur le pianiste era hacer una película sin tema, para expresar todo lo que quería decir sobre la gloria, el éxito, perdición, fracaso, mujeres y amor a través de una historia de detectives. Es una caja de sorpresas.» Al igual que con Los 400 golpes, la película fue rodada en Dyaliscope, un proceso de pantalla panorámica que Truffaut describió como un acuario que permite a los actores moverse por el encuadre de forma más natural.

### Banda sonora
- «Framboise» (de Boby Lapointe) por Boby Lapointe;
- «Dialogue d'Amoureux» (de Félix Leclerc) por Félix Leclerc y Lucienne Vernay.

## Recepción

### Recepción crítica
Tirez sur le pianiste fue mostrada por primera vez en el Festival de Cine de Londres el 21 de octubre de 1960. Más tarde fue estrenada en París el 22 de noviembre y en el Reino Unido el 8 de diciembre. No se estrenó en los Estados Unidos hasta julio de 1962.
La película no tuvo éxito financiero, aunque fue popular entre los «cinéfilos» como Claude Miller. Miller era entonces estudiante de cine en el IDHEC y luego explicó que él y sus amigos se sabían de memoria todos los diálogos de la película y afirmó: «Lo citábamos todo el tiempo; se convirtió en una especie de lenguaje.»
El crítico de cine Marcel Martin la calificó como decepcionante al venir después de Los 400 golpes y dijo que «solo complacería al verdadero amante del cine». En Variety, el crítico 'Mosk' dijo que su guion era serpenteante, y Bosley Crowther dijo que la película «no se mantuvo unida». Pauline Kael calificó la actuación de Aznavour como «intensamente humana y comprensiva» y Andrew Sarris elogió la película y afirmó que «el gran arte también puede ser muy divertido». Dwight Macdonald dijo que la película mezcla «tres géneros que generalmente se mantienen separados: melodrama criminal, romance y payasadas [...] Pensé que la mezcla no encajaba, pero fue un intento emocionante.» Jacques Rivette inicialmente se quejó con Truffaut de que Charlie era «un bastardo», pero luego dijo que le gustaba la película.

### En la cultura popular
La película La verdad sobre Charlie de 2002 fue una especie de homenaje a esta película; en ella se hacen referencias, se muestra una breve escena de la película de 1960 y el propio Aznavour hace dos cameos.
El título se ha convertido en una especie de broma en la escena de los clubes, generalmente para lograr que un músico sin talento deje de tocar, pero ocasionalmente irrumpe en la corriente principal musical:
- En la película El Dorado de Howard Hawks de 1966, cuando Cole Thorton (John Wayne) y Mississippi (James Caan) se detienen para comprar una escopeta para Mississippi, le preguntan al armero Swede Larson de dónde vino la escopeta, les dicen que el propietario anterior era un hombre que no podía ver muy bien pero que se peleó en un salón. Sin embargo, el dueño de la escopeta no podía oír al otro hombre porque el pianista hacía demasiado ruido, así que «simplemente le disparó al pianista y lo colgaron».
- El cantautor británico Elton John le dio la vuelta a la broma al nombrar su álbum de 1973 Don't Shoot Me, I'm Only the Piano Player, que incluye las canciones «Daniel» y «Crocodile Rock».
- En 1985, la banda Miami Sound Machine usó la broma en el vídeo de la canción «Conga». Susurrando lo aburrida que es la recepción del embajador, el baterista Enrique García bromea con la cantante Gloria Estefan: «¡Vamos a dispararle al gordo del piano!». Ella se ríe, sin tener idea de que actuarán a continuación.
- El juego de fiesta Notability de 1991 fue jugado por personas que intentaban adivinar una canción tocada en un piano de juguete, mientras, de acuerdo con las reglas, «¡DISPARA AL PIANO!» debía gritarse si alguien pensaba que el jugador estaba haciendo trampa (tocando desafinado/tempo).
- Esta es una de las películas favoritas de Bob Dylan e inspiró sus primeros trabajos. Dylan hace referencia explícita a la película en «11 Outlined Epitaphs», que sirven como notas de su álbum de The Times They Are A-Changin' de 1963: «there's a movie called / Shoot the Piano Player / the last line proclaimin' / 'music, man, that's where it's at' / it is a religious line / outside, the chimes rung / an' they / are still ringin'» (ortografía y puntuación como en el original).[33]}}
- Martin Scorsese dijo que «el personaje interpretado por Charles Aznavour en Tirez sur le pianiste, que casi sigue actuando pero nunca lo hace hasta que es demasiado tarde, tuvo un profundo efecto en mí y en muchos otros cineastas.»[34]

En Gran Bretaña, el chiste sobre el pianista no deriva de esta película sino del supuesto comentario de Oscar Wilde en su gira estadounidense de 1882, mientras estaba en el Viejo Oeste: Don't shoot the pianist, he is doing his best («No disparen al pianista, está haciendo lo mejor que puede»). Esta es también la fuente del título del libro y de la película. Evidentemente, la línea ganó cierta popularidad en la cultura popular europea a partir de entonces. Por ejemplo, la traducción francesa, Ne tirez pas sur le pianiste, il fait ce qu'il peut, aparece escrita de manera prominente en la decoración de la pared de un club nocturno en la película de detectives La tête d'un homme de Julien Duvivier de 1933.

## Premios y nominaciones
| Año  | Premio            | Categoría              | Nominado          | Resultado |
| ---- | ----------------- | ---------------------- | ----------------- | --------- |
| 1960 | Cahiers du cinéma | 10 principales del año | François Truffaut | Cuarto    |